# Le Général casse-cou
Pour plus de détails, voir Fiche technique et Distribution.
Le Général casse-cou (titre original : Imitation General) est un film américain de George Marshall sorti en 1958.

## Synopsis
Voulant galvaniser ses camarades qui subissent les attaques de l'Armée allemande, le sergent Murphy Savage usurpe l'identité d'un général. La supercherie prend jusqu'à ce qu'un des soldats le reconnaisse.

## Fiche technique
- Titre original : Imitation General
- Réalisation : George Marshall
- Scénario : William Bowers d'après une histoire de William Chamberlain
- Directeur de la photographie : George J. Folsey
- Montage : Harold F. Kress
- Production : William B. Hawks
- Genre : Comédie, film de guerre
- Pays :  États-Unis
- Durée : 88 minutes (1 h 28)
- Date de sortie :
  - États-Unis : 20 août 1958 (New York)
  - France : 23 janvier 1959
- Affiche : Roger Soubie (France)

## Distribution
- Glenn Ford (VF : Roland Ménard) : Sgt. Murphy Savage
- Red Buttons (VF : Jacques Dynam) : Cpl. Chan Derby
- Taina Elg : Simone
- Dean Jones (VF : Jacques Toja) : Cpl. Terry Sellers
- Kent Smith (VF : Jacques Dacqmine) : Gén. Charles Lane
- Tige Andrews (VF : André Valmy) : soldat Orville (Fred en VF) Hutchmeyer
- John Wilder (VF : Michel François) : Lt. Jeff Clayton
- Ralph Votrian : le 1er soldat du groupe isolé assurant le commandement
- Robert 'Buzz' Henry (VF : Roger Rudel) : le lieutenant commandant le premier char américain